# John Darwin
Gareth John Darwin (né le 29 juin 1948) est un historien et universitaire britannique spécialisé dans l'histoire de l'Empire britannique. De 1984 à 2019, il est maître de conférences Beit en histoire du Commonwealth à l'Université d'Oxford et membre du Nuffield College d'Oxford. Il est maître de conférences en histoire à l'Université de Reading entre 1972 et 1984.

## Jeunesse et éducation
Darwin est né le 29 juin 1948 à Exeter, Devon, Angleterre. Il fait ses études à la Brockenhurst Grammar School, un lycée public mixte à Brockenhurst, dans le Hampshire. Il étudie l'histoire au St John's College d'Oxford et obtient un baccalauréat ès arts (BA); selon la tradition, son BA est promu au rang de Master of Arts (MA Oxon). Il entreprend ensuite des recherches de troisième cycle au Nuffield College d'Oxford et obtient son doctorat en 1978 sur le gouvernement de coalition de David Lloyd George et la politique impériale britannique en Égypte et au Moyen-Orient entre 1918 et 1922.

## Carrière
De 1972 à 1984, Darwin est maître de conférences en histoire à l'Université de Reading. En 1984, il rejoint l'Université d'Oxford où il est nommé maître de conférences Beit en histoire du Commonwealth,. Cette année-là, il est également élu Fellow du Nuffield College d'Oxford. Depuis octobre 2014, il est directeur de l'Oxford Centre for Global History. En novembre 2014, il devient professeur d'histoire mondiale et impériale. Depuis 2019, il est à la retraite. Ses recherches actuelles portent sur le rôle des grandes villes portuaires des XIXe et XXe siècles.
En 2008, il reçoit le prix d'histoire Wolfson pour son livre After Tamerlane: The Global History of Empire since 1405. En 2012, il est élu Fellow de la British Academy (FBA).
Il est nommé Commandeur de l'Ordre de l'Empire britannique (CBE) lors des honneurs du Nouvel An 2020 pour services rendus à l'étude de l'histoire mondiale.

### Publications
- Britain, Egypt, and the Middle East: Imperial Policy in the Aftermath of War, 1918–1922 (mai 1981)[8]
- he Empire of the Bretaignes, 1175–1688: The Foundations of a Colonial System of Government: Select Documents on the Constitutional History of The... Volume I (Documents d'histoire impériale) (24 mai 1985)[9]
- Britain and Decolonisation: The Retreat from Empire in the Post-War World (Making of the 20th Century)(novembre 1988)[10]
- The End of the British Empire: The Historical Debate (Making Contemporary Britain) (10 janvier 1991)[11]
- After Tamerlane: The Global History of Empire Since 1405 (5 février 2008)[12]
- The Empire Project: The Rise and Fall of the British World-System, 1830-1970 (30 octobre 2009)[13]
- Unfinished Empire: The Global Expansion of Britain (12 février 2013)[14]
- Unlocking the World: Port Cities and Globalization in the Age of Steam, 1830-1930 (1er octobre 2020)[15]